# Salat (rivier)

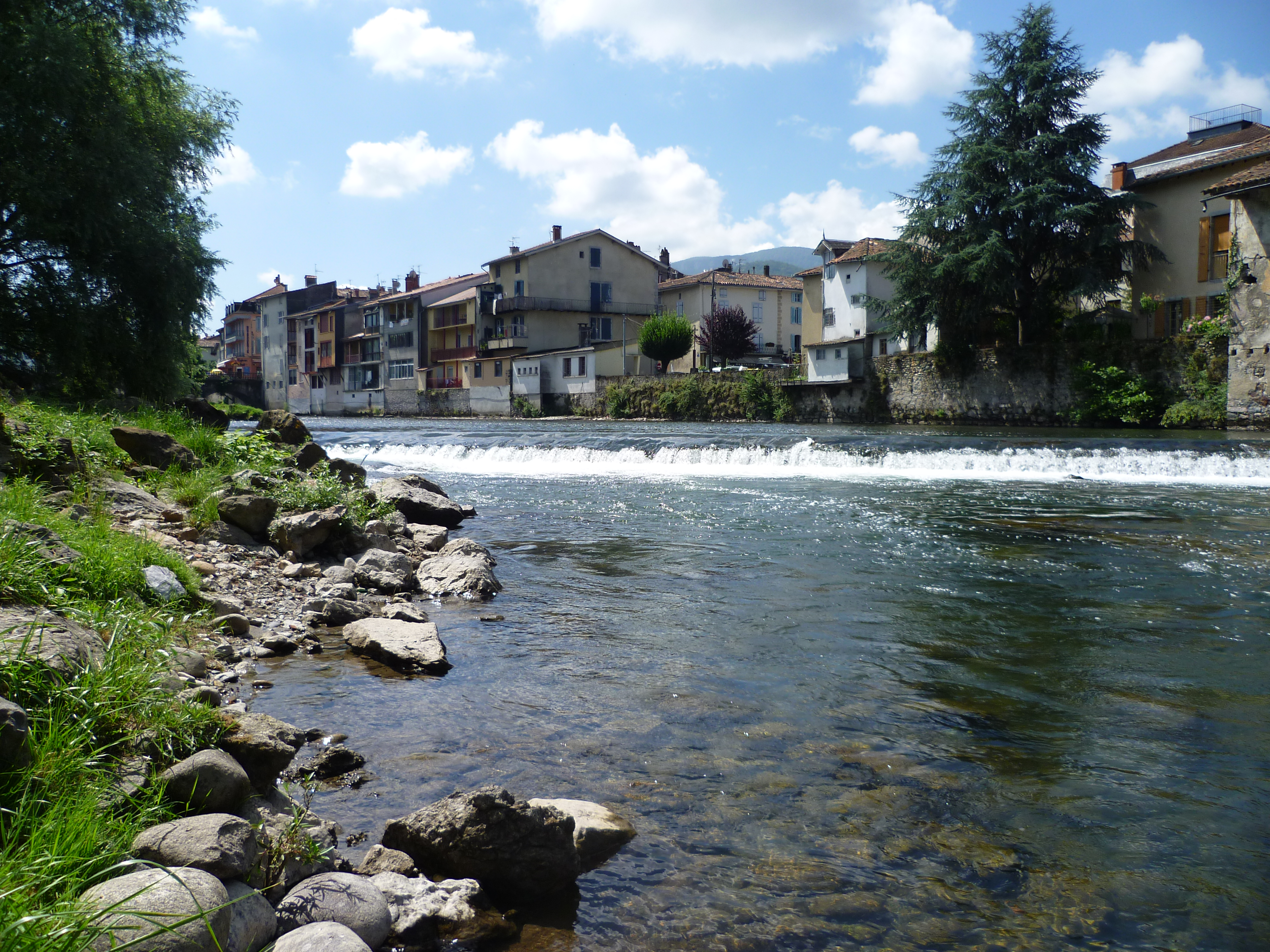
De Salat in Saint-Girons

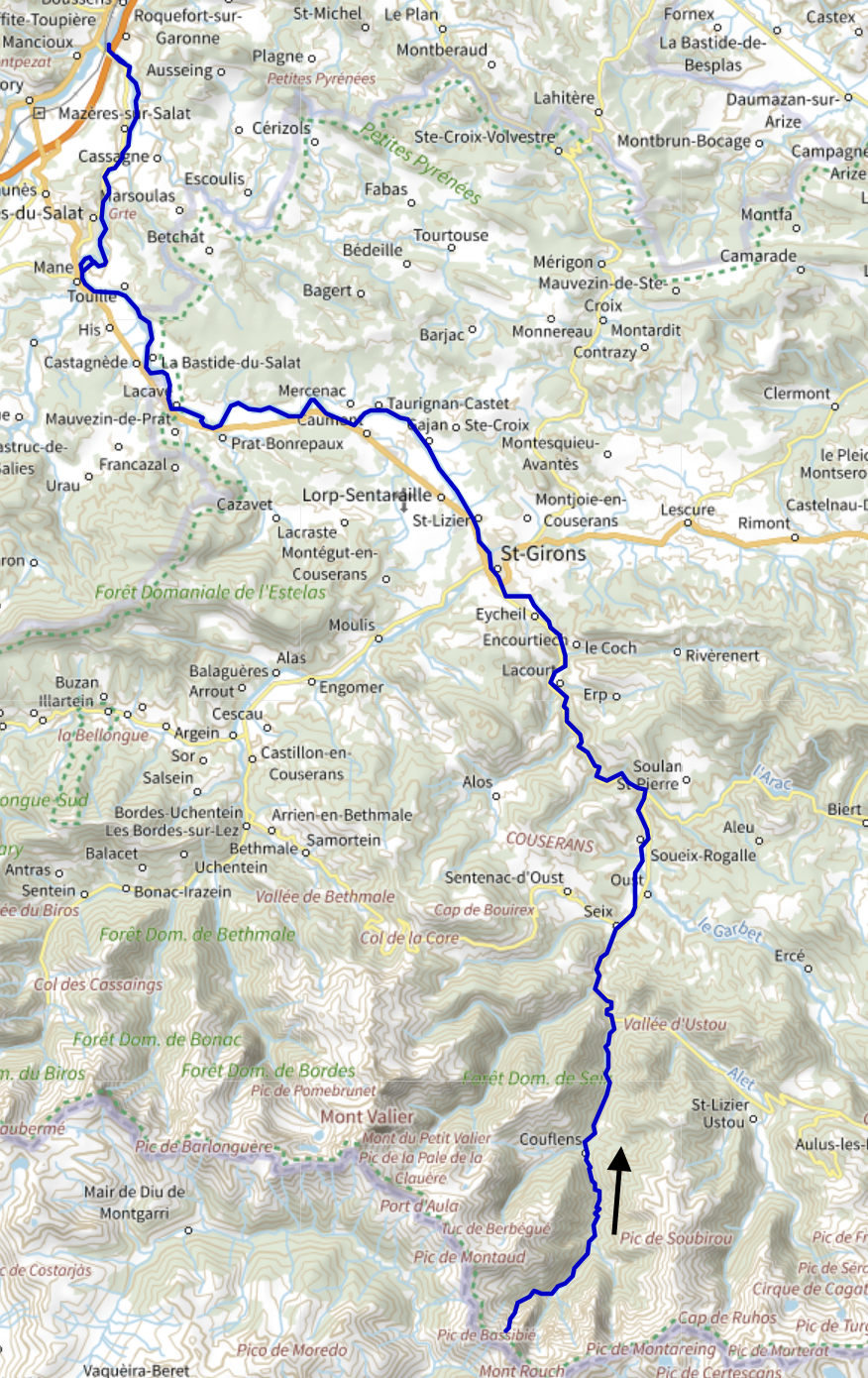
Loop van de Salat

De Salat is een 74,1 kilometer lange zijrivier van de Garonne in de Franse departementen Ariège en Haute-Garonne. Ze ontspringt in een negental bronnen onder Mont Rouch in de gemeente Couflens in de Pyreneeën en stroomt in noordelijke en noordwestelijke richting door de historische landstreek Couserans. Ze wordt onder andere gevoed door de zijrivieren Alet, Garbet, Arac, Nert, Alos, Lez, Baup, Arbas, Lens en Lavin. De belangrijkste plaats aan de Salat is Saint-Girons. Op 259 meter boven het zeeniveau, in Roquefort-sur-Garonne, voegt de Salat zich bij de Garonne.